# Verrucaria cinereoatrata
Verrucaria cinereoatrata är en lavart som beskrevs av Gunnar Bror Fritiof Degelius. 
Verrucaria cinereoatrata ingår i släktet Verrucaria och familjen Verrucariaceae. Arten är reproducerande i Sverige.